# Требія (Гореня вас-Поляне)
Требія (словен. Trebija) — поселення в общині Гореня вас-Поляне, Горенський регіон, Словенія. Висота над рівнем моря: 434,5 м.